# E282 (Ecuador)
De E282 of Vía Colectora Tabacundo-Cajas (Verzamelweg Tabacundo-Cajas) is een secundaire nationale weg in Ecuador. De weg loopt van Tabacundo naar Cajas en is 10 kilometer lang.